# Episodi di Artù re dei Britanni (seconda stagione)
La seconda stagione della serie televisiva Artù re dei Britanni è stata trasmessa in anteprima nel Regno Unito dalla Independent Television tra il 12 settembre 1973 e il 28 novembre 1973.
| nº | Titolo originale       | Titolo italiano | Prima TV UK       | Prima TV Italia |
| -- | ---------------------- | --------------- | ----------------- | --------------- |
| 1  | The Swordsman          |                 | 12 settembre 1973 |                 |
| 2  | Rowena                 |                 | 19 settembre 1973 |                 |
| 3  | The Prisoner           |                 | 26 settembre 1973 |                 |
| 4  | Some Saxon Women       |                 | 3 ottobre 1973    |                 |
| 5  | Go Warily              |                 | 10 ottobre 1973   |                 |
| 6  | The Marriage Feast     |                 | 17 ottobre 1973   |                 |
| 7  | In Common Cause        |                 | 24 ottobre 1973   |                 |
| 8  | Six Measures of Silver |                 | 31 ottobre 1973   |                 |
| 9  | Daughter of the King   |                 | 7 novembre 1973   |                 |
| 10 | The Games              |                 | 14 novembre 1973  |                 |
| 11 | The Treaty             |                 | 21 novembre 1973  |                 |
| 12 | The Girl from Rome     |                 | 28 novembre 1973  |                 |